# 中山 (横浜市)

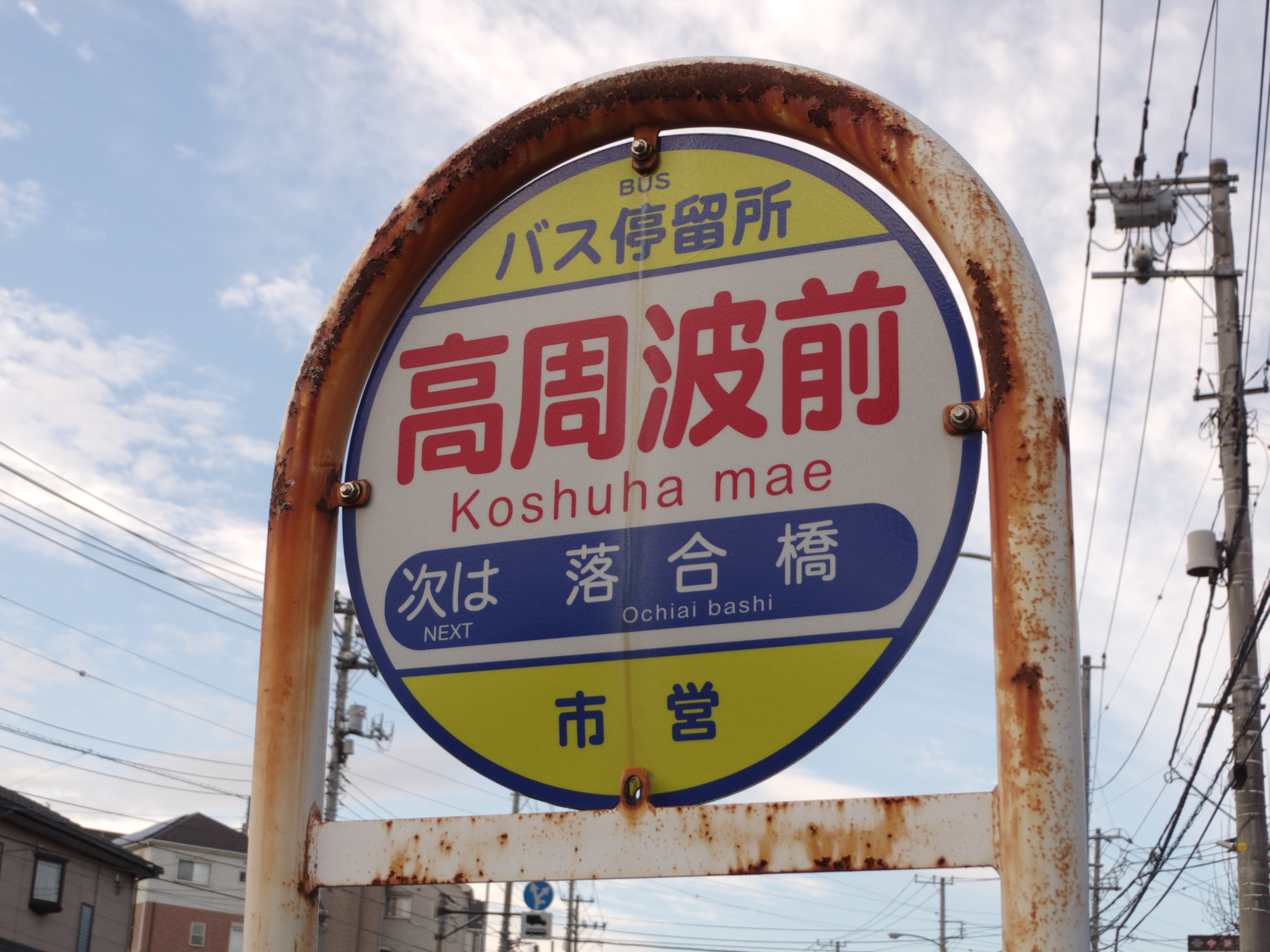
中山二丁目（神奈川県道45号丸子中山茅ヶ崎線）にある横浜市営バス「高周波前」停留所。中山三丁目に所在する日本高周波に由来。

中山（なかやま）は、神奈川県横浜市緑区にある町名。現行行政地名は中山一丁目から中山六丁目。住居表示実施済み。

## 地理
緑区の中東部に位置し、中山駅の北口付近にある。町の北側を恩田川が西から東に流れ、二丁目で北から流れる鶴見川に合流する。

### 面積
面積は以下の通りである。
| 丁目       | 面積（km²） |
| ---------- | ----------- |
| 中山一丁目 | 0.172105476 |
| 中山二丁目 | 0.110952577 |
| 中山三丁目 | 0.19103214  |
| 中山四丁目 | 0.184832108 |
| 中山五丁目 | 0.125195911 |
| 中山六丁目 | 0.186441728 |
| 計         | 0.97055994  |

### 地価
住宅地の地価は、2025年（令和7年）1月1日の公示地価によれば、中山1-21-16の地点で34万5000円/m²、中山3-28-35の地点で26万5000円/m²、中山5-12-13の地点で27万円/m²、中山6-36-2の地点で17万4000円/m²となっている。

## 歴史

### 沿革
かつて横浜市編入前のこの場所は、都筑郡新治村大字中山であった。
- 1939年（昭和14年）4月1日 - 横浜市に編入。横浜市港北区中山町となる[15]。
- 1969年（昭和44年）10月1日 - 行政区再編成により、緑区を新設。横浜市緑区中山町となる[16]。
- 1980年（昭和55年）12月10日 - 中山町の一部を青砥町へ編入[17]。
- 1983年（昭和58年）5月15日 - 青砥町、小山町、台村町、寺山町、三保町の各一部を中山町に編入[18]。
- 1994年（平成6年）11月6日 - 行政区再編成により、緑区を再設置。横浜市緑区中山町となる[19]。
- 2001年（平成13年）10月22日 - 上山町の一部を中山町に編入。中山町の一部を上山一丁目、上山二丁目へ編入[20]。
- 2018年（平成30年）10月22日 - 緑区中山町第一次地区での住居表示実施に伴い、中山町の一部から中山一丁目から中山四丁目を設置[21]。
- 2019年（令和元年）10月21日 - 緑区中山町第二次地区での住居表示実施に伴い、中山町の残余の区域から中山五丁目・中山六丁目を設置[22]。中山町が廃止。

## 世帯数と人口
2025年（令和7年）6月30日現在（横浜市発表）の世帯数と人口は以下の通りである。
| 丁目       | 世帯数    | 人口     |
| ---------- | --------- | -------- |
| 中山一丁目 | 1,869世帯 | 3,205人  |
| 中山二丁目 | 297世帯   | 796人    |
| 中山三丁目 | 1,557世帯 | 3,150人  |
| 中山四丁目 | 1,211世帯 | 2,085人  |
| 中山五丁目 | 818世帯   | 1,560人  |
| 中山六丁目 | 1,216世帯 | 2,606人  |
| 計         | 6,968世帯 | 13,402人 |

### 人口の変遷
国勢調査による人口の推移。
| 年                 | 人口   |
| ------------------ | ------ |
| 1995年（平成7年）  | 11,864 |
| 2000年（平成12年） | 12,324 |
| 2005年（平成17年） | 11,701 |
| 2010年（平成22年） | 12,072 |
| 2015年（平成27年） | 13,121 |
| 2020年（令和2年）  | 13,284 |

### 世帯数の変遷
国勢調査による世帯数の推移。
| 年                 | 世帯数 |
| ------------------ | ------ |
| 1995年（平成7年）  | 4,486  |
| 2000年（平成12年） | 4,931  |
| 2005年（平成17年） | 4,978  |
| 2010年（平成22年） | 5,415  |
| 2015年（平成27年） | 5,971  |
| 2020年（令和2年）  | 6,425  |

## 学区
市立小・中学校に通う場合、学区は以下の通りとなる（2024年11月時点）。
| 丁目       | 街区                                              | 小学校               | 中学校             |
| ---------- | ------------------------------------------------- | -------------------- | ------------------ |
| 中山一丁目 | 29番1〜6号、30〜31番                              | 横浜市立森の台小学校 | 横浜市立中山中学校 |
| 中山一丁目 | 1〜28番、29番7〜8号                               | 横浜市立中山小学校   | 横浜市立中山中学校 |
| 中山二丁目 | 全域                                              | 横浜市立中山小学校   | 横浜市立中山中学校 |
| 中山三丁目 | 全域                                              | 横浜市立中山小学校   | 横浜市立中山中学校 |
| 中山四丁目 | 1〜35番、 36番14号、36番19号、 36番20号、37番以降 | 横浜市立中山小学校   | 横浜市立中山中学校 |
| 中山四丁目 | 36番21号                                          | 横浜市立森の台小学校 | 横浜市立中山中学校 |
| 中山五丁目 | 全域                                              | 横浜市立中山小学校   | 横浜市立中山中学校 |
| 中山六丁目 | 9番                                               | 横浜市立中山小学校   | 横浜市立中山中学校 |
| 中山六丁目 | 1〜8番、10番以降                                  | 横浜市立上山小学校   | 横浜市立中山中学校 |

中山四丁目36番は細かく校区が分かれているが、現在は緑警察署（36番13号）、緑消防署（36番19号）、緑区市民活動支援センター みどりーむ（36番20号）、中山駅南口第2自転車駐車場（36番21号）しかない。（36番14号は現存せず、緑警察署の移転前にあったみどり寺山保育園であった。）
また、中山駅南口第2自転車駐車場は住居表示実施前は寺山町であった。

## 事業所
2021年（令和3年）現在の経済センサス調査による事業所数と従業員数は以下の通りである。
| 丁目       | 事業所数  | 従業員数 |
| ---------- | --------- | -------- |
| 中山一丁目 | 230事業所 | 2,755人  |
| 中山二丁目 | 20事業所  | 1,241人  |
| 中山三丁目 | 52事業所  | 657人    |
| 中山四丁目 | 99事業所  | 1,121人  |
| 中山五丁目 | 43事業所  | 238人    |
| 中山六丁目 | 26事業所  | 121人    |
| 計         | 470事業所 | 6,133人  |

## 交通

### 鉄道
- 横浜市交通局
  - グリーンライン : 中山駅

### 道路
- 神奈川県道45号丸子中山茅ヶ崎線
- 神奈川県道109号青砥上星川線

## 施設
- 中山とうきゅう
- 静岡銀行中山支店
- きらぼし銀行中山支店
- 日本高周波本社
- 京セラ横浜中山事業所
- 大蔵寺

## その他

### 日本郵便
- 郵便番号 : 226-0019[8]（集配局：緑郵便局[32]）

### 警察
町内の警察の管轄区域は以下の通りである。
| 番・番地等 | 警察署   | 交番・駐在所 |
| ---------- | -------- | ------------ |
| 全域       | 緑警察署 | 中山駅前交番 |